# Giuseppe Marchesi

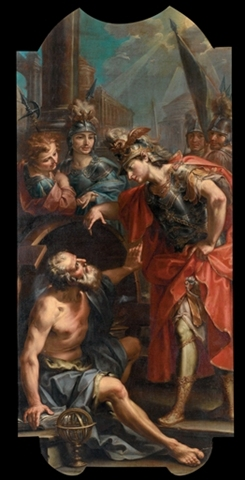
Alejandro y Diógenes.

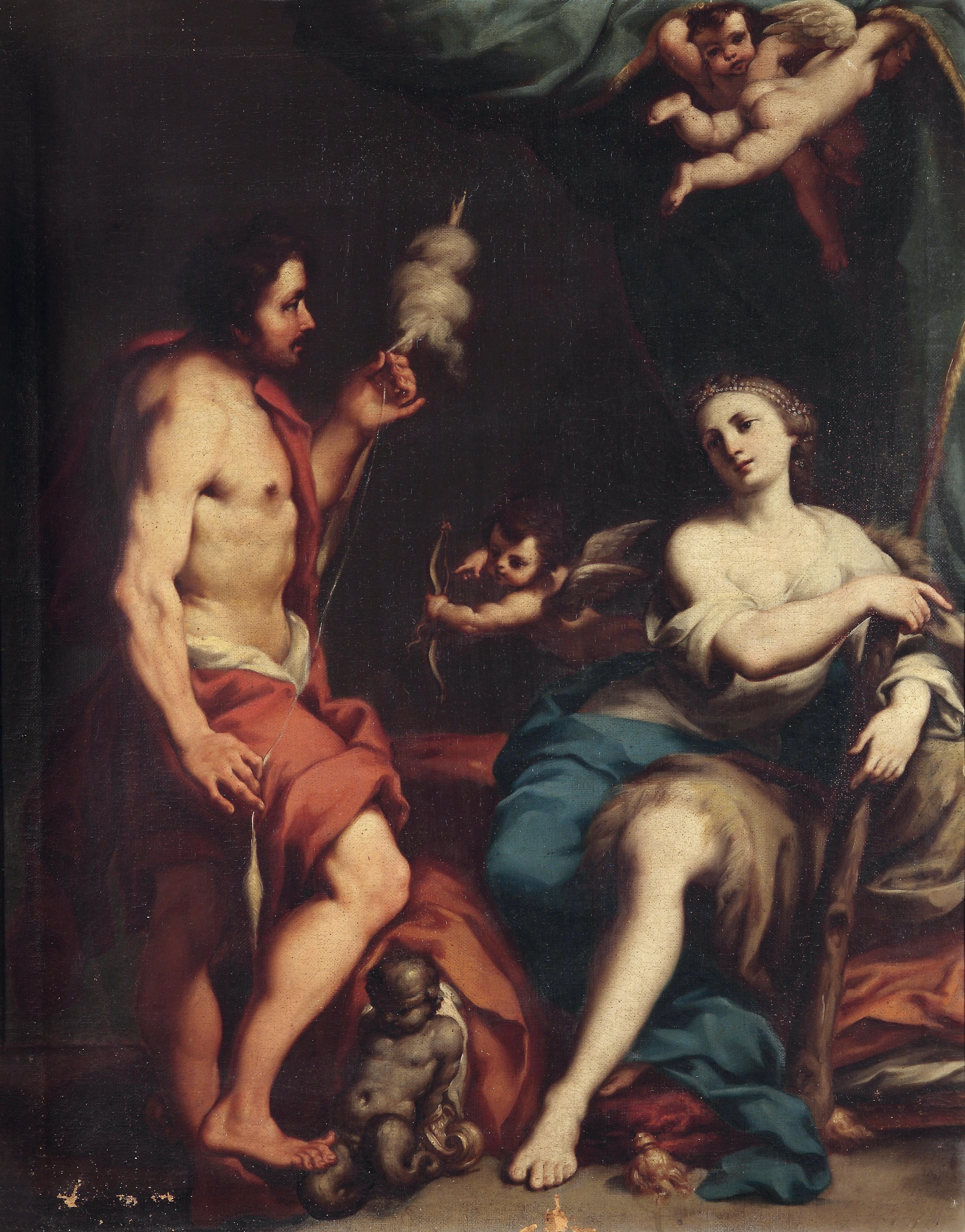
Alejandro y Diógenes.

Giuseppe Marchesi, conocido como Il Sansone por su gran fortaleza física (Bolonia, 30 de julio de 1699 - Bolonia, 16 de febrero de 1771), fue un pintor italiano activo durante el último barroco.

## Biografía
Se formó en su ciudad natal, primero bajo las órdenes de Aureliano Milani, mientras dicho maestro residió en Bolonia, y a la vuelta de éste a Roma, como componente del gran taller capitaneado por Marcantonio Franceschini, cuyo refinado estilo clasicista constituye la mayor influencia en la manera de pintar de Marchesi. El carácter inquieto del joven artista provocó su marcha de la bottega de Franceschini y el comienzo de su carrera en solitario. Las primeras noticias de su actividad como artista independiente datan de 1725, cuando emprende la decoración de la sala grande de la Casa Bertalotti en Bolonia (Rapto de Helena)
Durante la década de 1730 emprendió varios proyectos de gran envergadura como los frescos de la cúpula de Santa Maria di Galliera o la iglesia de los Oratorianos en Bolonia, que le dieron prestigio como especialista en grandes ciclos decorativos. También estuvo muy activo en la región emiliana y en los estados pontificios. Varias tablas de altar en diversas iglesias de la zona están documentadas. Su estilo está muy relacionado con obras similares de Franceschini, aunque Marchesi se adentra ya en el lenguaje típico del rococó. Fue un artista muy cotizado entre la clase pudiente inglesa, que le solicitaron diversas obras para decorar sus residencias rurales. También en Italia gozó de honores y fama: en 1752 fue nombrado príncipe de la Academia Clementina, máximo honor para un artista boloñés. Su último encargo conocido son cuatro témperas con Historias de la Vida de San Juan Bautista para la iglesia de Santa Maria dei Servi (1755), obra poco original que denota una cierta decadencia y que está muy lejos de las cotas de calidad que Marchesi alcanzará en sus momentos de plenitud.

## Obras destacadas
- Rapto de Helena (1725, Palazzo Mentasti, Bolonia);
- Frescos de la cúpula de Santa Maria di Galliera;
- Frescos de la iglesia de los Oratorianos (Bolonia);
- Las Cuatro Estaciones (Pinacoteca Nacional de Bolonia);
- Virgen con el Niño y Santa Gertrudis (Civica Raccolta d'Arte, Corinaldo).
- Aparición de la Virgen a San Felipe Neri (1733)
- San Felipe venera a la Virgen (1735)
- Judit en el pabellón de Holofernes (h.1735, Pinacoteca Nacional de Bolonia)
- Judit con la cabeza de Holofernes (h.1735, Pinacoteca Nacional de Bolonia)
- Gloria de San Felipe Neri (1744, decoraciones de la cúpula de Santa Maria in Galliera)
- Historias de la vida de San Juan Bautista (1755, Santa Maria dei Servi, Bolonia)